# Bassa (Kogi)
Bassa è una delle ventuno aree a governo locale (local government areas) in cui è suddiviso lo stato di Kogi, in Nigeria. Estesa su una superficie di 1.925 km², conta una popolazione di 139.993 abitanti.